# Naissance en 1318
Naissance
- 1314
- 1315
- 1316
- 1317
- 1318
- 1319
- 1320
- 1321
- 1322

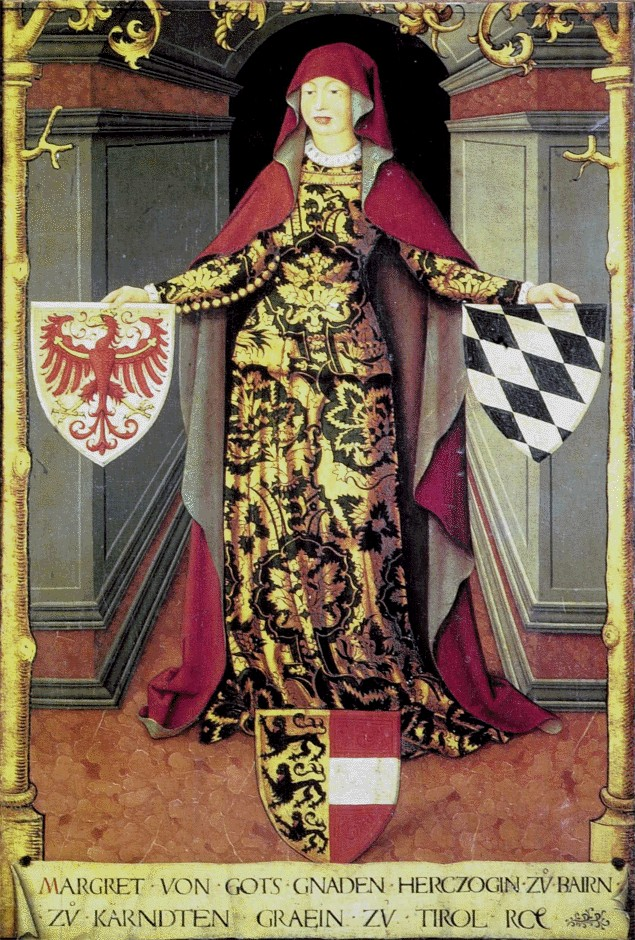
Marguerite de Carinthie, née en 1318.

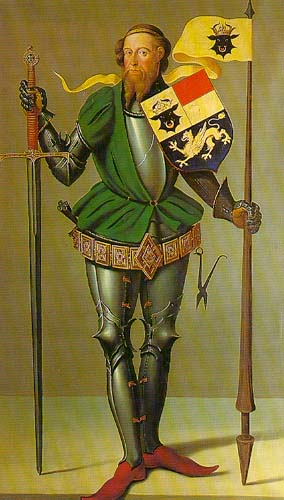
Albert II de Mecklembourg, né en 1318.

Cette page dresse une liste de personnalités nées au cours de l'année 1318  :
- 18 juin : Aliénor d'Angleterre, princesse anglaise, duchesse de Gueldre et comtesse de Zutphen.

- Kitabatake Akiie, kuge (noble de cour) japonais etimportant soutien de la Cour du Sud durant les guerres de l'époque Nanboku-chō.
- Giovanni Dondi, médecin, astronome, philosophe, poète, horloger et universitaire italien.
- Kyaswa, quatrième roi de Sagaing, dans le centre-ouest de la Birmanie (République de l'Union du Myanmar).
- Hugues de Bar, évêque de Verdun.
- Raymond de Capoue, maître général des Dominicains.
- Marguerite de Carinthie, dernière comtesse du Tyrol de la dynastie des Meinhard.
- Yusuf Ier de Grenade, 7e émir arabe nasride de Grenade
- Albert II de Mecklembourg, prince de Mecklembourg, duc de Mecklembourg-Schwerin.
- Yolande de Montferrat, comtesse de Savoie, d'Aoste et de Maurienne.
- Louis de Valois, prince capétien, comte de Chartres et d'Alençon, seigneur de Châteauneuf-en-Thymerais.
- Urbain VI, 202e pape de l'Église catholique romaine.
- Nitta Yoshiaki, samouraï du clan Nitta au Japon.

date incertaine (vers 1318)
- Bogusław V de Poméranie, duc de Poméranie occidentale.

## Crédit d'auteurs
- Cet article est partiellement ou en totalité issu de l'article intitulé « 1318 » (voir la liste des auteurs).